# دی‌کلروفنیل‌فسفین
دی‌کلروفنیل‌فسفین(به انگلیسی: Dichlorophenylphosphine) یک ترکیب آلی فسفردار با فرمول C6H5PCl2  است. این ماده به صورت مایع بی رنگ ویسکوز است که معمولاً در سنتز لیگاندهای فسفین استفاده می‌شود.
دی‌کلروفنیل‌فسفین به صورت تجاری موجود است. این ماده با جانشینی الکترون‌دوستی بنزن توسط فسفر تری‌کلرید در حضور کاتالیزور آلومینیم کلرید تهیه می‌شود. این ترکیب واسطه ای برای سنتز سایر مواد شیمیایی مانند دی‌متیل‌فنیل‌فسفین است: DOI:
C6H5PCl2  +  2 CH3MgI   →   C6H5P(CH3)2  +  2 MgICl
در واکنش مک‌کورمک دی‌کلروفنیل‌فسفین به یک دی‌ان اضافه می‌شود و تشکیل حلقه کلروفسفولنیم می‌دهد.